# Critérium International 1983
Il Critérium International 1983, cinquantaduesima edizione della corsa, si svolse dal 26 al 27 marzo su un percorso di 292 km ripartiti in 3 tappe, con partenza a Vúllefranche en Beaui e arrivo a Saint-Trivier-sur-Moignans. Fu vinto dall'irlandese Sean Kelly della Sem-France-Loire-Mavic davanti allo svizzero Jean-Marie Grezet e all'olandese Joop Zoetemelk.

## Tappe
| Tappa  | Data     | Percorso                                                                    | km    | Vincitore di tappa | Leader cl. generale |
| ------ | -------- | --------------------------------------------------------------------------- | ----- | ------------------ | ------------------- |
| 1ª     | 26 marzo | Vúllefranche en Beaui > Villefranche-sur-Saône                              | 192,5 | Laurent Fignon     | Laurent Fignon      |
| 2ª     | 27 marzo | Villié-Morgon > Mont Brouillly                                              | 78,5  | René Bittinger     | Jean-Marie Grezet   |
| 3ª     | 27 marzo | Saint-Trivier-sur-Moignans > Saint-Trivier-sur-Moignans (cron. individuale) | 21    | Sean Kelly         | Sean Kelly          |
| Totale | Totale   | Totale                                                                      | 292   |                    |                     |

## Dettagli delle tappe

### 1ª tappa
- 26 marzo: Vúllefranche en Beaui > Villefranche-sur-Saône – 192,5 km

| Pos. | Corridore      | Squadra     | Tempo    |
| ---- | -------------- | ----------- | -------- |
| 1    | Laurent Fignon | Renault-Elf | 5h26'58" |
| 2    | Sean Kelly     | Sem         | a 3"     |
| 3    | Charly Mottet  | Renault-Elf | s.t.     |

| Pos. | Corridore      | Squadra     | Tempo    |
| ---- | -------------- | ----------- | -------- |
| 1    | Laurent Fignon | Renault-Elf | 5h26'58" |

### 2ª tappa
- 27 marzo: Villié-Morgon > Mont Brouillly – 78,5 km

| Pos. | Corridore      | Squadra     | Tempo    |
| ---- | -------------- | ----------- | -------- |
| 1    | René Bittinger | Sem         | 2h13'09" |
| 2    | Régis Clère    | Coop        | a 17"    |
| 3    | Hubert Seiz    | Cilo-Aufina | a 30"    |

| Pos. | Corridore         | Squadra | Tempo |
| ---- | ----------------- | ------- | ----- |
| 1    | Jean-Marie Grezet | Sem     |       |

### 3ª tappa
- 27 marzo: Saint-Trivier-sur-Moignans > Saint-Trivier-sur-Moignans (cron. individuale) – 21 km

| Pos. | Corridore         | Squadra | Tempo  |
| ---- | ----------------- | ------- | ------ |
| 1    | Sean Kelly        | Sem     | 28'25" |
| 2    | Jean-Marie Grezet | Sem     | a 4"   |
| 3    | Joop Zoetemelk    | Coop    | a 30"  |

| Pos. | Corridore         | Squadra | Tempo    |
| ---- | ----------------- | ------- | -------- |
| 1    | Sean Kelly        | Sem     | 8h09'05" |
| 2    | Jean-Marie Grezet | Sem     | a 4"     |
| 3    | Joop Zoetemelk    | Coop    | a 30"    |

## Classifiche finali

### Classifica generale
| Pos. | Corridore         | Squadra                | Tempo    |
| ---- | ----------------- | ---------------------- | -------- |
| 1    | Sean Kelly        | Sem-France-Loire-Mavic | 8h09'05" |
| 2    | Jean-Marie Grezet | Sem-France-Loire-Mavic | a 4"     |
| 3    | Joop Zoetemelk    | Coop-Mercier-Mavic     | a 30"    |
| 4    | Régis Clère       | Coop-Mercier-Mavic     | a 49"    |
| 5    | Stephen Roche     | Peugeot-Shell-Michelin | a 58"    |
| 6    | Michel Laurent    | Coop-Mercier-Mavic     | a 1'03"  |
| 7    | Kim Andersen      | Coop-Mercier-Mavic     | a 1'36"  |
| 8    | Hubert Seiz       | Cilo-Aufina            | a 1'47"  |
| 9    | Robert Alban      | La Redoute-Motobecane  | a 2'15"  |
| 10   | Christian Jourdan | La Redoute-Motobecane  | s.t.     |